# شيرمان بيج
شيرمان بيج (بالإنجليزية: Sherman Page)‏ هو محامي وقاضي وسياسي أمريكي، ولد في 9 مايو 1779 في تشيشاير في الولايات المتحدة، وتوفي في 27 سبتمبر 1853. حزبياً، نشط في الحزب الديمقراطي. وقد انتخب عضو مجلس النواب الأمريكي.